# Siegfried von Brünneck-Bellschwitz
Friedrich Gebhard Siegfried von Brünneck-Bellschwitz (* 18. Oktober 1814 in Bellschwitz, Ostpreußen; † 21. Januar 1871 in Berlin) war ein deutscher Rittergutsbesitzer und Verwaltungsjurist. 1867 wurde er in den  Konstituierenden Reichstag des Norddeutschen Bundes gewählt.

## Herkunft
Seine Eltern waren der Politiker und Gutsbesitzer Carl Otto Magnus von Brünneck (* 28. Januar 1786; † 24. Dezember 1866) und dessen erster Ehefrau Luise Caroline Christiane von der Goltz (1794–1837).

## Leben
Brünneck studierte Rechtswissenschaft an der Albertus-Universität Königsberg und wurde  1834 im Corps Littuania aktiv. Er besaß das Rittergut Jacobau und war von 1861 bis 1865 Landrat im Kreis Rosenberg in Westpreußen.
Er war Mitglied des Vereinigten Landtags und des Staatenhauses vom Erfurter Unionsparlament.
Ab 1867 war er Mitglied des Konstituierenden Reichstags des Norddeutschen Bundes für den Reichstagswahlkreis Regierungsbezirk Marienwerder 2 (Rosenberg, Löbau) und die Konservative Partei. Ab 1867 gehörte er bis zu seinem Tode auch dem Preußischen Herrenhaus an.

## Familie
Er heiratete am 29. April 1839 in Königsberg Johanna Auguste von Schön (* 12. März 1815; † 26. April 1892) aus dem Haus Preußisch-Arnau, Tochter von Theodor von Schön. Das Paar hatte mehrere Kinder:
- Ludwig Magnus Roland (* 3. März 1840; † 21. September 1918)

⚭ 1868 Marie von Neitschütz (* 27. April 1842; † 26. August 1891), Tochter des Wilhelm von Neitschütz
⚭ 1893 Agathe von Bardeleben (* 24. August 1842)
- Rinaldo Alexander Theodor (* 18. April 1841), Oberst a. D.
- Egmont Magnus Heinrich (* 19. Dezember 1842; † 22. März 1916). Landrat ⚭ 1894 Hyma Pauline von Krosigk (* 24. Dezember 1852)
- Horst Ludwig Siegfried Harald Johannes Magnus (* 13. Juli 1852), Leutnant a. D.